# Asahi Masuyama
Asahi Masuyama (増山 朝陽?, Masuyama Asahi; Fukuoka, 29 gennaio 1997) è un calciatore giapponese, centrocampista del V-Varen Nagasaki.

## Carriera
Si forma nella selezione calcistica della Higashi Fukuoka HS e nel 2015 viene ingaggiato dal Vissel Kōbe, con cui esordisce in campionato nel pareggio esterno a reti bianche del 7 giugno dello stesso anno contro il Gamba Osaka.
Nel 2017 viene prestato al Yokohama FC, nella serie cadetta nipponica, con cui esordisce in campionato il 2 aprile dello stesso anno, nel pareggio esterno per 0-0 contro l'Avispa Fukuoka. Con il Yokohama ottiene il decimo posto nella J2 League 2017.
L'anno seguente torna al Vissel Kōbe, con cui ottiene nella J1 League 2019 l'ottavo posto finale e soprattutto, il primo gennaio 2020, vince la Coppa dell'Imperatore 2019, pur non giocando nella competizione alcun incontro.

## Palmarès

### Club

#### Competizioni nazionali
- Coppa dell'Imperatore: 1

Vissel Kōbe: 2019